# پردایس هایتس (فلوریدا)
پردایس هایتس (به انگلیسی: Paradise Heights) یک منطقهٔ مسکونی در ایالات متحده آمریکا است که در شهرستان اورنج، فلوریدا واقع شده‌است. پردایس هایتس ۱٫۲ کیلومتر مربع مساحت و ۱٬۲۱۵ نفر جمعیت دارد و ۳۰ متر بالاتر از سطح دریا قرار دارد.